# Śliwiec słodki
Śliwiec słodki (Spondias dulcis L.) – gatunek drzewa z rodziny nanerczowatych. Pochodzi z Oceanii, ale naturalizowany w wielu rejonach o klimacie tropikalnym. Angielska nazwa handlowa: ambarella. Poza tym wiele lokalnych nazw w miejscach występowania.

## Morfologia
PokrójDrzewo dorastające do 18 m wysokości.
LiściePierzaste, eliptyczne, o długości do 60 cm. Listki do 10 cm.
KwiatyDrobne, białe, zebrane w wiechach o krótkich ogonkach.
OwocPodłużny pestkowiec o długości ok. 5 cm w kolorze zielonym. Dojrzałe są żółte.

## Zastosowanie
- Owoce o słodko-kwaskowatym smaku są jadalne. W Ameryce Środkowej sok z owoców stanowi popularny napój śniadaniowy.

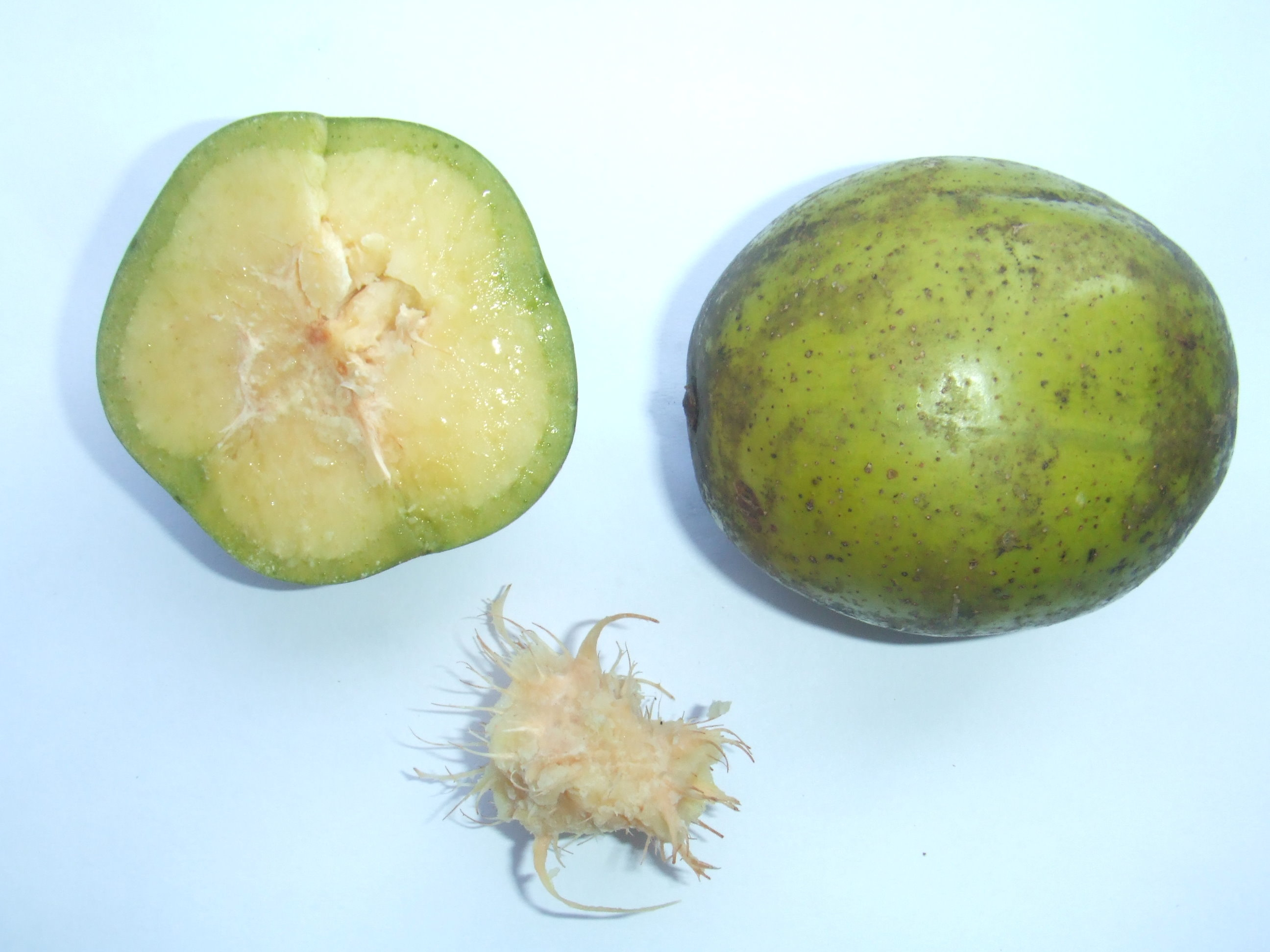
Owoc